# Винспиер, Давид Францискович
Давид Францискович Винспиер (1830—?) — русский военный деятель. Генерал-лейтенант (1886).

## Биография
Образование получил в Неаполетанском военном училище.
В службу вступил в 1862 году из отставных майоров Королевской неаполитанской службы. В 1862 году произведён в штабс-капитаны гвардии с назначением совещательным членом Артиллерийского комитета Главного артиллерийского управления. С 1863 года член посольства в Персии.
С 1865 года состоял для особых поручений при Кавказском наместнике Великом князе Михаиле Николаевиче и одновременно с 1872 года состоял его личным адъютантом. В 1867 году произведён в капитаны гвардии. В 1868 году произведён в полковники.
Участник Русско-турецкой войны. В 1877 году «за храбрость» был награждён Золотой георгиевской саблей и произведён в генерал-майоры.
С 1881 года состоял при генерал-фельдмаршале Великом князе Михаиле Николаевиче. В 1884 году произведён в генерал-лейтенанты.

## Награды
Награды
- Орден Святой Анны 3-й степени (1866)
- Орден Святого Станислава 2-й степени с мечами (1868; Императорская корона — 1871)
- Орден Святой Анны 2-й степени (1873)
- Орден Святого Владимира 4-й степени (1876)
- Золотое оружие «За храбрость» (1877)
- Орден Святого Владимира 3-й степени с мечами (1879)
- Орден Святого Станислава 1-й степени (1883)
- Орден Святой Анны 1-й степени (1889)
- Орден Святого Владимира 2-й степени (1895)
- Орден Белого орла (1901)
- Орден Святого Александра Невского (1904)